# Pnyxiopalpus fuscinellus
Pnyxiopalpus fuscinellus är en tvåvingeart som beskrevs av Pekka Vilkamaa och Heikki Hippa 1999. Pnyxiopalpus fuscinellus ingår i släktet Pnyxiopalpus och familjen sorgmyggor. Inga underarter finns listade i Catalogue of Life.